# Rodishain
Rodishain este o comună din landul Turingia, Germania.